# Extrema Outdoor
Extrema Outdoor is een muziekfestival dat jaarlijks wordt georganiseerd. Tussen 1996 en 2016 was recreatiepark Aquabest, een waterplas gelegen aan de A2 in Best, de gebruikte locatie. Extrema Outdoor kent een aantal genres, waaronder: electro, hardstyle, techno, deephouse, hard techno, house en afrobeats.
In 1992 werd het promotiebedrijf en festivalorganisator Extrema opgericht door Marcel Mingers en Sander van der Sluis. In 1996 werd voor het eerst het muziekfestival Extrema Outdoor gehouden. In 2010 trok het festival circa 65.000 bezoekers. Sinds 2009 wordt het evenement ook georganiseerd in België en Noorwegen. De Belgische editie won in 2010 een European Festival Award in de categorie ‘Best New Festival’ tijdens de Eurosonic Beurs in Groningen.
In 2009 behaalde het liedje Give van G-lontra & Rockz de nummer 1 in de Nederlandse Single Top 100, dat tevens diende als eindshow en thema van het festival.
In 2017 verlaat het festival, na 21 jaar, Aquabest en verhuist het naar Vakantiepark de Bergen in Wanroij. Het wordt daar een driedaags evenement.
Het evenement wordt afgekort als 'XO'. Vanaf 2012 heet het evenement "XO Live" vanwege de toename aan liveoptredens van bands en artiesten.

## Optredens
Enkele bekende internationale artiesten en dj's die op Extrema Outdoor optraden, waren:
David Guetta, Nero, Paul Kalkbrenner, 2 Many DJ's, Swedish House Mafia, Deadmau5, Roog, Roger Sanchez, Axwell, Steve Angello, Crookers, Armand Van Helden, Audio Bullys, Don Diablo, Steve Rachmad, Sander Kleinenberg, Dr. Lektroluv, Fedde le Grand, Funkerman, Gregor Salto, Erick E en Afrojack.